# Altsasu
Altsasu en basque ou Alsasua en espagnol, est un village et une municipalité de la Communauté forale de Navarre, dans le Nord de l'Espagne.
Elle est située dans la zone bascophone de la province où la langue basque est coofficielle avec l'espagnol. Elle est à 50,2 km de sa capitale, Pampelune et le nombre d'habitants en 2004 était de 7 281.

## Toponyme
Il existe une légende recueillie par Javier Goicoechea de Urdiain qui raconte que l'origine du nom Alsasua. Selon Goicoechea l'abondance d'aulnes dans les rivières et ruisseaux de la vallée de Burunda fit qu'une partie de cette vallée a été baptisée ainsi, avec le nom d'Altsa, signifiant aulne en basque. Ce village a été entièrement brûlé et, de ces cendres, un nouveau village resurgit auquel on a ajouté a Altsa le mot sua (feu, incendie en basque). Ce village serait Alsasua dont le nom signifirait l'incendie de l'aulnaie, selon Goicoechea "le saule brûlé".
Il y a une certaine unanimité à considérer que le nom du village vient du basque (euskara) haltza (aulne). En général les philologues pensent que le nom du village est un phytonyme qui signifie simplement l'aulnaie et qu'il est composé du mot haltza et du suffixe abondanciel zu.
Dans des textes médiévaux il apparait sous les noms de Alssaltssu et Alsassua. Depuis l'antiquité le nom a évolué phonétiquement devenant (h)altzazu en altsasu. Le nom en espagnol ne fait qu'ajouter le a final, qui a valeur d'article en basque (euskara) et transcrit le phonème ts en s. Traditionnellement le nom du village s'est écrit Alsasua, bien que ses habitants bascophones la traduisent en Altsasu. Actuellement les deux noms sont coofficiels.

## Géographie
Situé au nord-ouest de la Navarre, le territoire municipal est limité au nord par la ville guipuscoanne d'Ataun, à l'est par Urdiain, au sud par le massif d'Urbasa et à l'ouest par Olazti et les monts d'Altzania.
Altsasu se situe dans la vallée de Sakana, à mi-distance de Pampelune (Navarre) et Vitoria en Alava et capitale du gouvernement autonome basque. Elle est entourée de montagnes et de collines (Aralar, Andia, Urbasa, Aizkorri). Les moyens de transport ont eu une grande influence sur le développement du village qui, comme beaucoup d'autres villes du Pays basque, est passé de l'agriculture à l'industrie. Ces dernières années, les services ont progressé de manière significative.

## Localités limitrophes
Urdiain à l'est, Olazagutía à l'ouest et Idiazabal (Guipuscoa) au nord.

## Histoire
On peut déduire qu'Altsasua était habité depuis l'Antiquité du fait des nombreuses trouvailles faites dans le Urbasa et des restes dans Koskobilo, Atabo et Orobe. On peut trouver dans le secteur d'Altzania les dolmens de Balankaleku et Munaan I et II, le dolmen de Saratxakolegi dans le secteur de Aratz-Alsasua et une partie du dépôt de'Ataun Burunda.
La tradition raconte que le premier roi de Navarre, García Ximénez, a été couronné à Alsasua, plus précisément dans l'ermitage San Pedro, où se trouve une inscription qui reprend cette date. Bien qu'il n'y en ait aucune preuve, elle fait partie des légendes et traditions à conserver.
Avec l'orthographe d'Alsatsu et d'autres variantes, mineures, depuis le XIIe siècle comme un des bourgs de la Burunda qui ne devint pas municipalité jusqu'en 1846. Elle était "villa" de seigneurie du domaine royal, elle dépendait globalement avec celles de toute la vallée, déjà attestée en 1280. Ceci suppose qu'il n'y avait pas de projet de la part de  Sanche VII le Fort (1208) de regrouper la population de la Burunda dans un noyau plus facilement défendable et organisé. Lors de la grande dépression du XIVe siècle son territoire a dû être phagocyté avec les villages voisins (Angustina, Argiñano, Erkuden, Saratsua et Ulayar). Bien qu'il n'obtint pas le rang de villa et de représentation aux Cortés du royaume, son emplacement le convertit assez tôt comme tête de la vallée. Les rois Catherine et Juan III la libèrera en 1498 du crochet appelé Gallurdea.
Toutefois, au XVIe siècle, Altsasu était régi par la junte de la vallée de la Burunda à laquelle elle appartenait et continuera d'appartenir durant les trois siècles qui suivirent. Jusqu'en 1846 la junte se réunissait à Batzarramendia où se trouvait l'ermitage santa Engracia de Urdiain, aujourd'hui disparu. Pendant le Moyen Âge les habitants de la Burunda vivaient dispersés dans plus de 20 bourgs mais les guerres perpétuelles, pillages et incursions motivèrent l'abandon de plusieurs d'entre eux. Déjà depuis le XVe siècle, ils s'établirent dans les six villages actuels que sont: Ziordia, Olazagutia, Altsasu, Urdiain, Iturmendi et Bakaiku.
Altsasu et la vallée de la Burunda, du fait de sa position stratégique, ont été le théâtre de nombreuses guerres, surtout depuis la fin du XVIIIe siècle et durant la première moitié du XIXe siècle. Ainsi durant la guerre de la Convention (1793-1795) les troupes françaises occupèrent le nord de la Navarre et saccagèrent Altsasu (1795).
En 1813 durant la guerre d'indépendance, Altsasu fut rasée par les soldats français qui se retiraient après la  bataille de Vitoria (Alava). En avril 1834 eut lieu une importante victoire de l'armée carliste sous les ordres de Zumalacárregui.
La gare de chemin de fer est inaugurée en 1864. En 1907 Alphonse XIII convertit Altsasu en "Villa très illustre", récompensant ainsi sa croissance démographique et industrielle rapide.
Pendant la guerre civile, Altsasu fut rapidement occupée par les putschistes, qui étaient principalement de Tierra Estella-Lizarra. Beaucoup d'habitants durent fuir et d'autres furent fusillés.
Au XXe siècle, dans les années 1950, Altsasu connut un important développement industriel. Cela engendra un grand processus d'immigration de personnes des quatre coins de l'état, surtout d'Estrémadure. La population augmenta de manière spectaculaire : d'environ 1 000 habitants en 1850, on passa à 7 250 en 1981, la population se stabilisant depuis cette date.

## Division linguistique
En accord avec Loi forale 18/1986 du 15 décembre sur le basque, la Navarre est linguistiquement divisée en trois zones. Cette municipalité fait partie de la zone bascophone où l'utilisation du basque y est majoritaire. Le basque et le castillan sont utilisés dans d'administration publique, les médias, les manifestations culturelles et en éducation cependant l'usage courant du basque y est majoritaire et encouragé le plus souvent.

## Administration
La commune est dirigée par un conseil de treize membres, élus pour quatre ans, qui à leur tour élisent le maire.
| Période | Période  | Identité                                       | Étiquette       | Qualité |
| ------- | -------- | ---------------------------------------------- | --------------- | ------- |
| 1979    | 1983     | Gerardo del Olmo                               | HB              |         |
| 1983    | 1991     | Emilio Boulandier                              | PSN-PSOE        |         |
| 1991    | 1995     | José Manuel Goikoetxea                         | AA/AT (EAJ/PNV) |         |
| 1995    | 1999     | José Angel Aguirrebengoa                       | AA/AT (EAJ/PNV) |         |
| 1999    | 2003     | Camino Mendiluze                               | EH              |         |
| 2003    | 2007     | Asunción Fernández de Garayalde y Lazcano Sala | Aralar          |         |
| 2007    | 2011     | Unai Hualde                                    | NaBai           |         |
| 2011    | 2015     | Garazi Urrestarazu                             | Bildu           |         |
| 2015    | En cours | Javier Ollo                                    | Geroa Bai       |         |

## Démographie
| Évolution démographique                                          | Évolution démographique | Évolution démographique | Évolution démographique | Évolution démographique | Évolution démographique | Évolution démographique | Évolution démographique | Évolution démographique | Évolution démographique | Évolution démographique |
| 1996                                                             | 1998                    | 1999                    | 2000                    | 2001                    | 2002                    | 2003                    | 2004                    | 2005                    | 2006                    | 2007                    |
| ---------------------------------------------------------------- | ----------------------- | ----------------------- | ----------------------- | ----------------------- | ----------------------- | ----------------------- | ----------------------- | ----------------------- | ----------------------- | ----------------------- |
| 7 004                                                            | 7 037                   | 7 011                   | 7 124                   | 7 201                   | 7 281                   | 7 355                   | 7 377                   | 7 455                   | 7 501                   | 7 527                   |
| Sources : Altsasu/Alsasua et instituto de estadística de navarra |                         |                         |                         |                         |                         |                         |                         |                         |                         |                         |

## Patrimoine civil
- Le monument mégalithique de Balankaleku, ceux de Munaan I et II et de Saratxakotegi.

## Personnages célèbres
- Helena Taberna[N 5]: réalisatrice et scénariste de cinéma.
- Jorge Azanza: cycliste professionnel.
- Enrique Fernández de Garaialde y Lazkano Zelaia: accordéoniste.
- Agustín González Acilu: compositeur.
- Carlos Ribera: critique d'art

## Jumelages
Saint-Pée-sur-Nivelle (France) depuis 1993